# Alfa Romeo 159
Alfa Romeo 159 (тип 939) — це невеликий бізнес-автомобіль, що виробляється італійським виробником Alfa Romeo із 2005-го року. 159-а було представлено у 2005 Женевському автосалоні, як заміну успішній Alfa Romeo 156. 159-а використовує платформу GM/Fiat Premium, яка також використовується в Brera, Spider, та в концепт-карі Kamal.
Всього виготовлено 247.661 екземплярів.

## Огляд

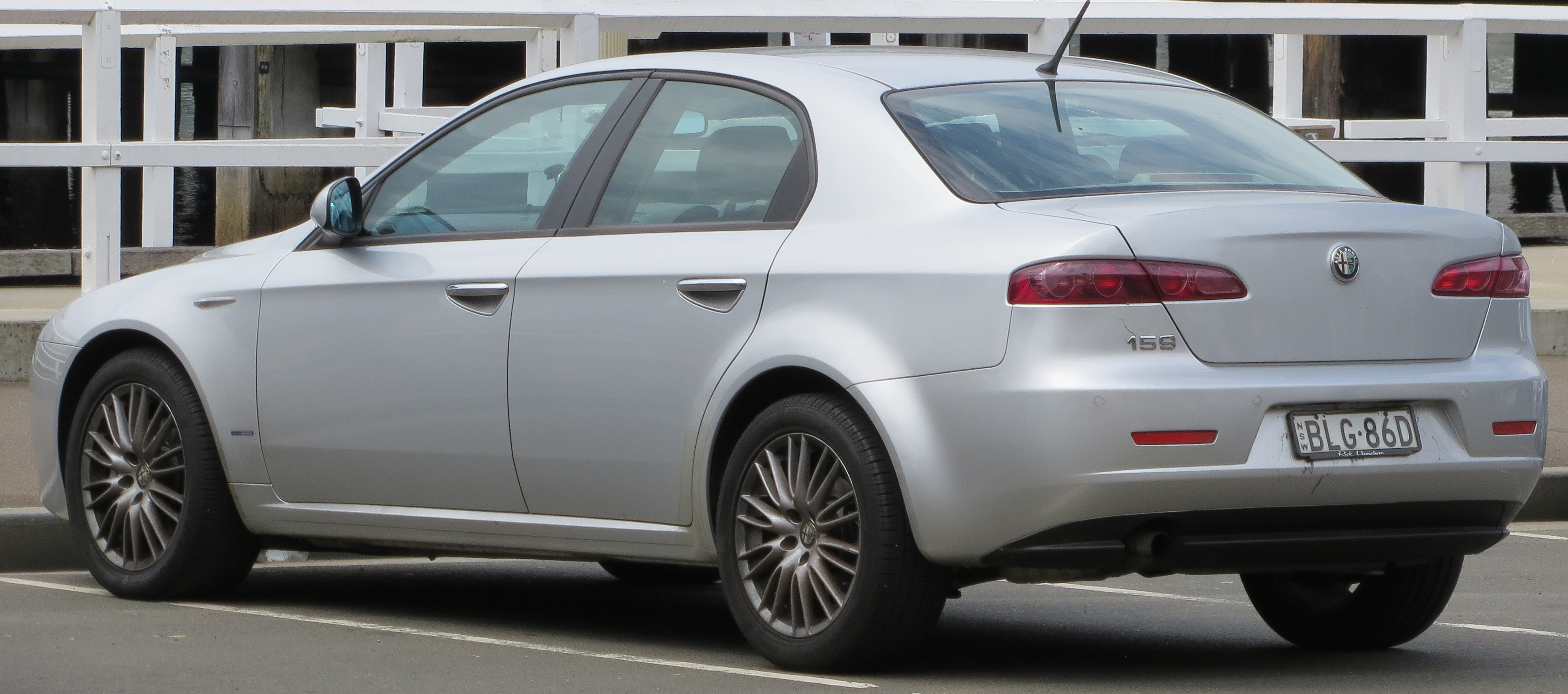
Alfa Romeo 159

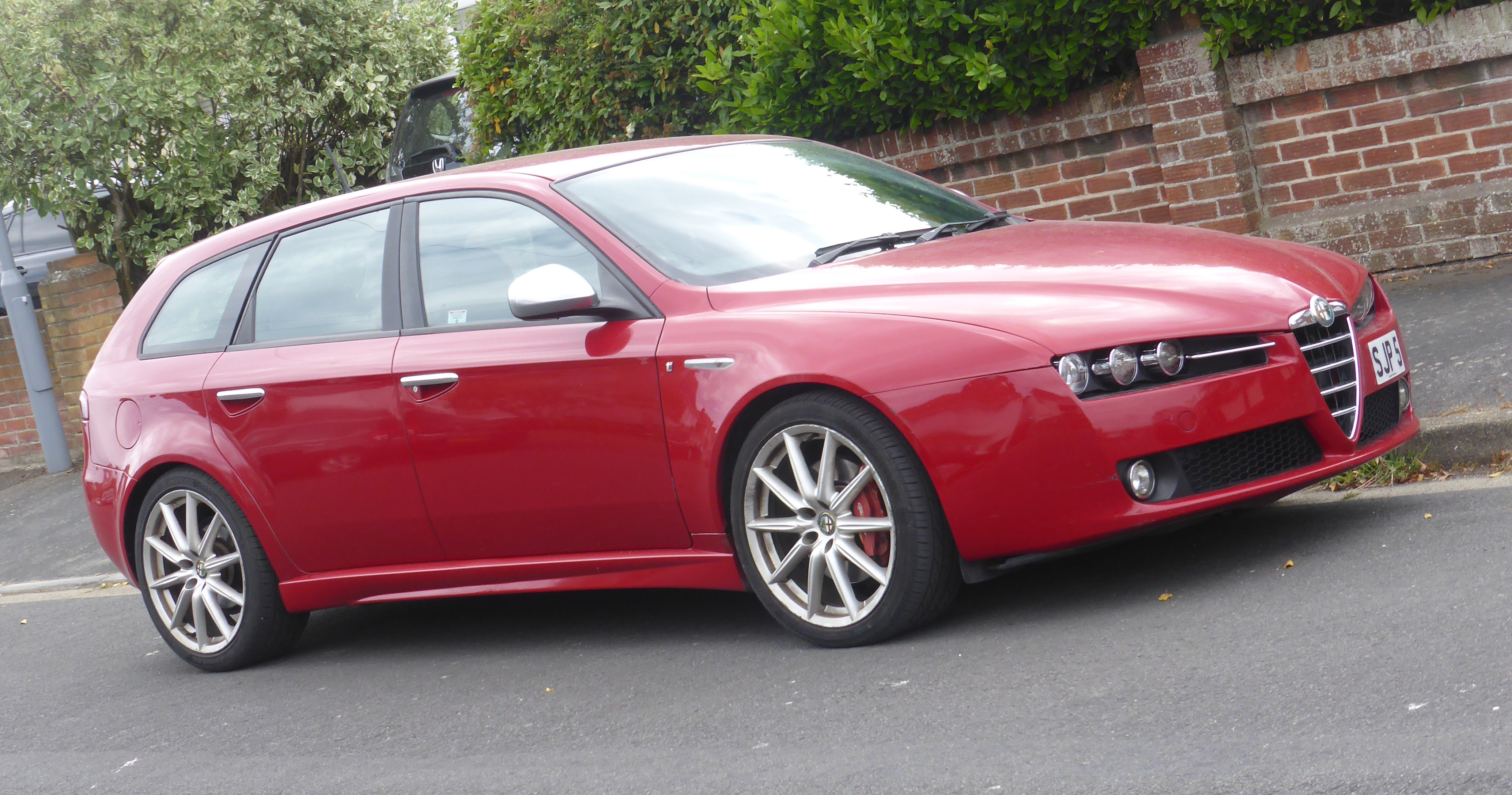
Alfa Romeo 159 Sportwagon

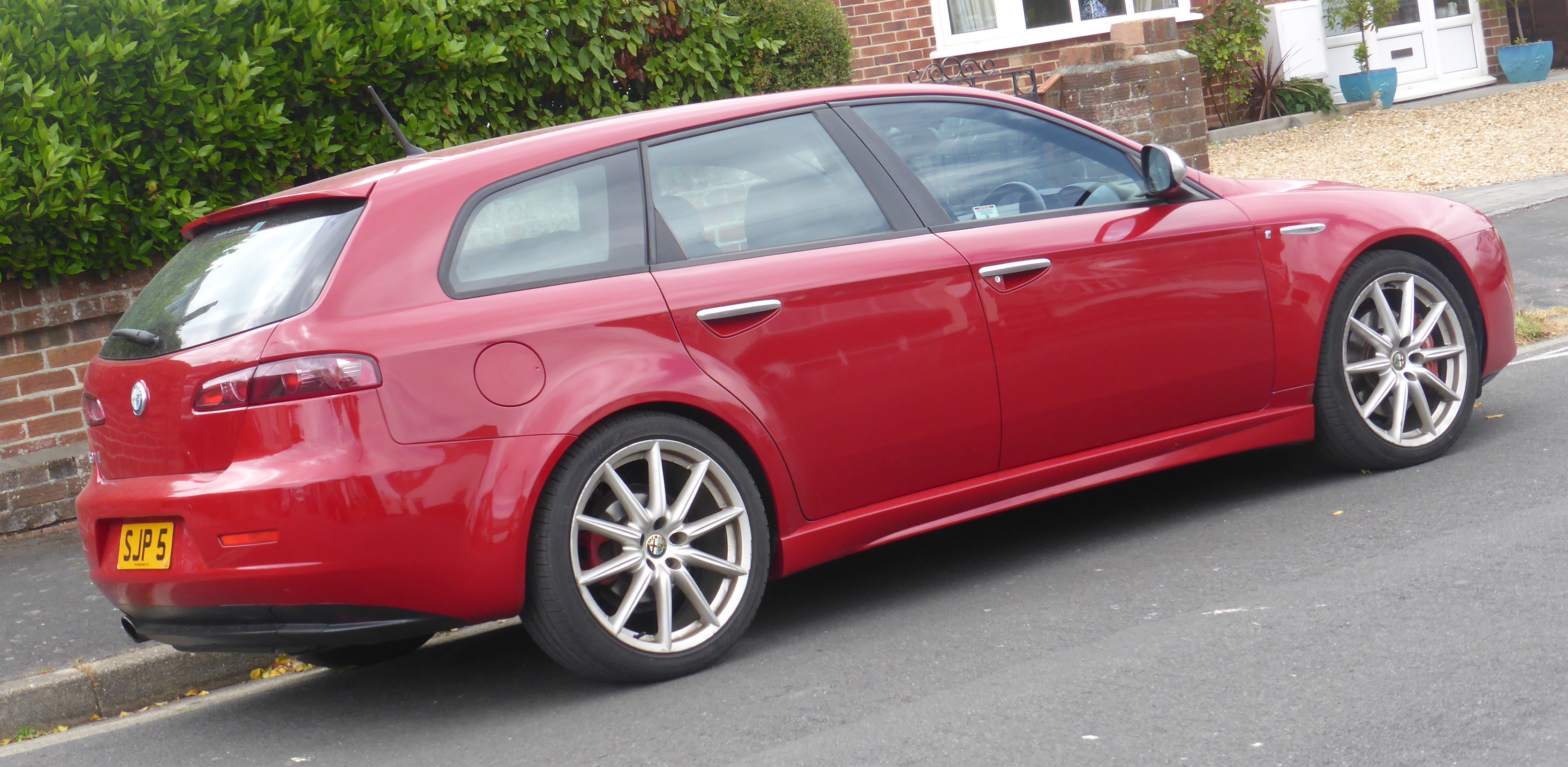
Alfa Romeo 159 Sportwagon

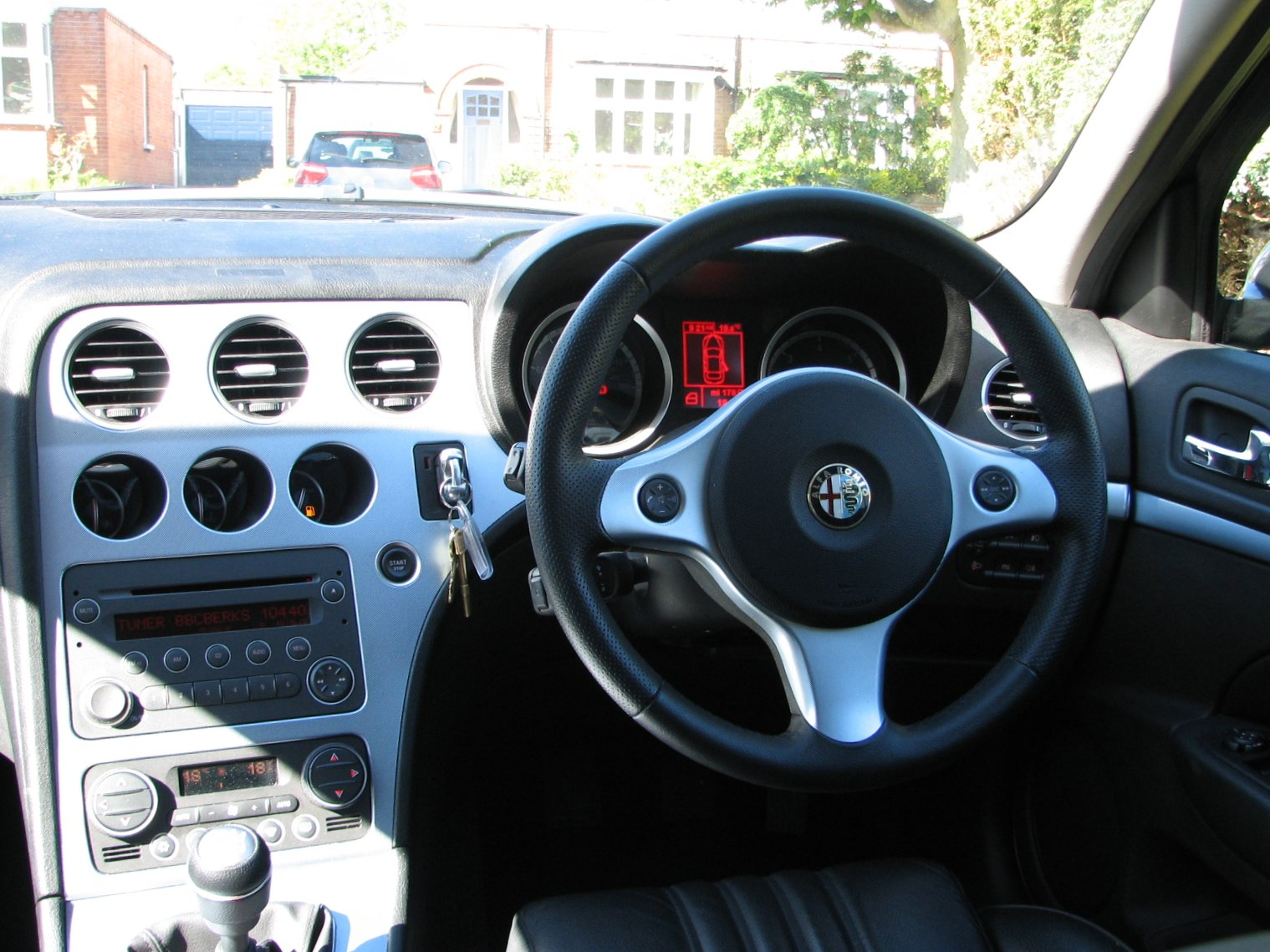

Автомобіль має повністю незалежну підвіску: двоважільну передню і задню. Незважаючи на велику колісну базу, Alfa Romeo 159, завдяки особливій конструкції передньої підвіски і колісних арок має відносно невеликий мінімальний діаметр розвороту - 11,1 м.
159-а доступна і з переднім, і з повним приводом, що називається Q4. Повнопривідна система використовує здвоєний диференціал Torsen типу C (передній та центральний диференціал в одному вузлі). Q4 доступна тільки з двома двигунами: бензиновим 3.2 л та дизельним на 2.4 л. На більшості модифікацій стоїть ручна 6-ступінчата коробка передач (1.8 йде із п'ятиступеневою), 6-ступінчата автоматична Q-Tronic (Aisin AW TF-80SC) є в наявності тільки для дизельних двигунів та для 3.2. Коробка швидкостей Selespeed продається у деяких країнах із бензиновим двигуном 2.2 л. Жорсткість на скручування шасі одна із найкращих у класі (180.000 Нм/рад). 159-а отримала п'ять зірок у рейтингу Euro NCAP.

## Розробка
Варіант Sportwagon-у був представлений на Женевському автосалоні у 2006-му. Також у 2006-му була додана опція автоматичної коробки до дизеля 2.4, дещо пізніше вона була додана й до інших версій. У 2007-му була представлена повнопривідна дизельна модель, а 2.4-літровий дизель був вдосконалений до 210 к.с. Очікується, що Альфа Ромео почне продаж повнопривідного Crosswagon-у, а можливо й GTA-версії із 4.2-літровим бензиновим V8.

## Оснащення автомобіля
Базова Alfa Romeo 159 включає в себе: 
- ABS;
- EBD;
- подушки безпеки для водія і пасажирів;
- натягувачі ременів безпеки;
- автоматичні фари;
- електропривідні дзеркала;
- бортовий комп'ютер;
- клімат-контроль;
- підсилювач керма;
- іммобілайзер;
- литі колісні диски;
- протитуманні фари;
- CD-магнітолу.

Опціональна комплектація може мати у своєму складі: круїз-контроль, навігаційну систему, кнопки на кермі, підігрів передніх сидінь, шкіряну оббивку салону, МР3-магнітолу, омивач фар, CD-чейнджер, підсилювач, сабвуфер і ксенонові фари.  

## Двигуни

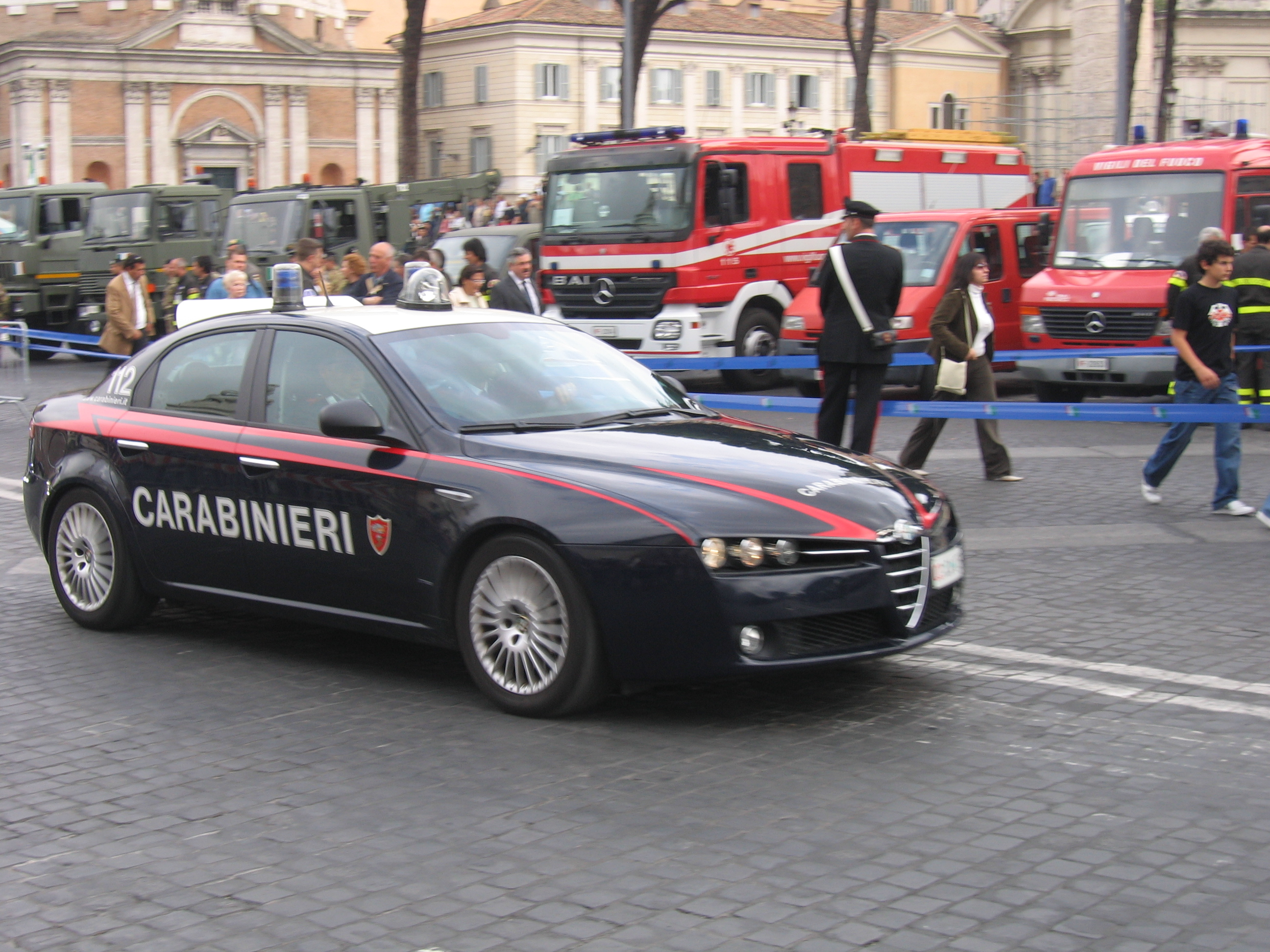
Carabinieri 159 «Gazzella», частково броньований автомобіль.

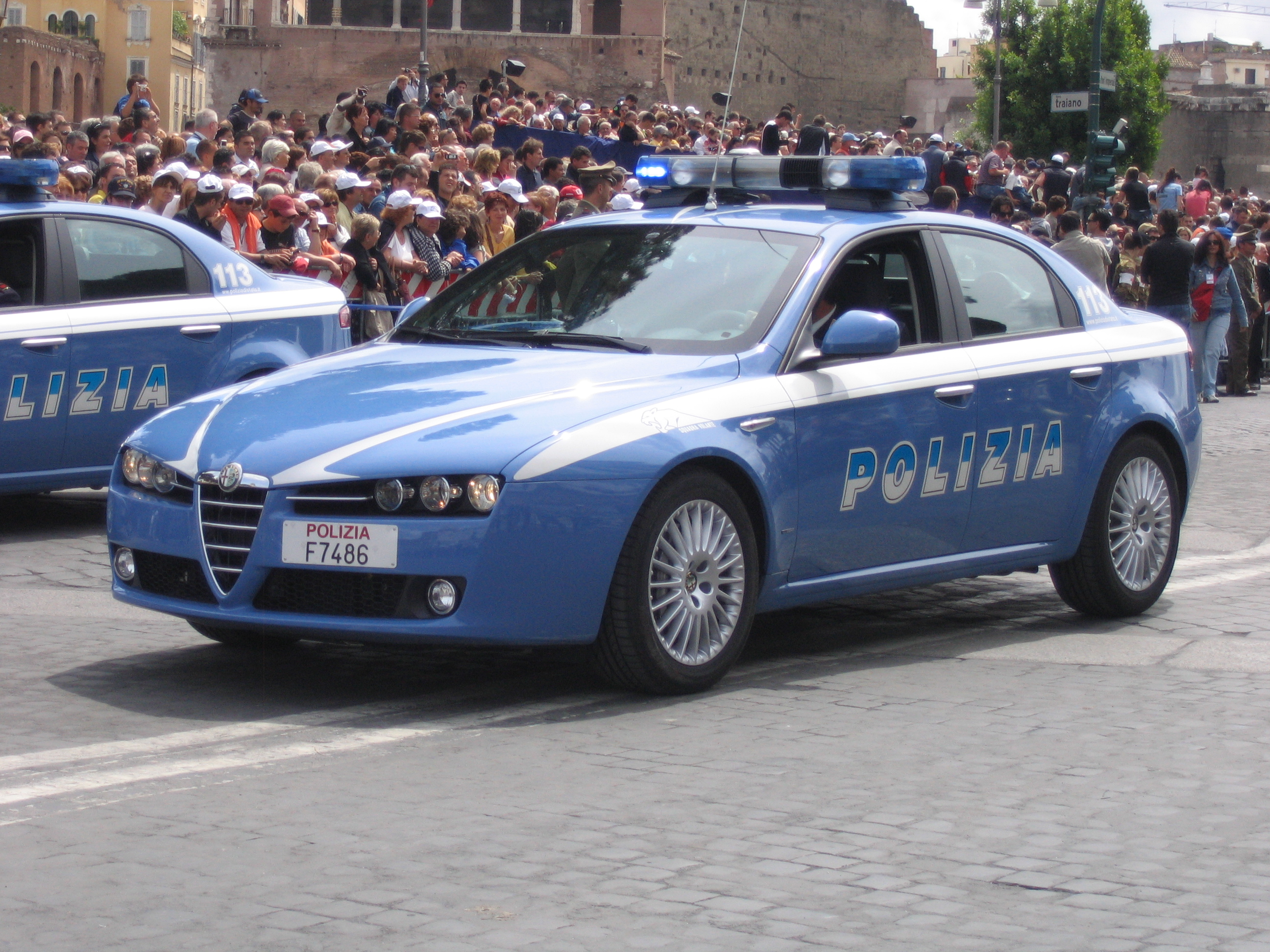
Alfa Romeo 159 «Pantera»

Усі бензинові двигуни із безпосереднім впорскуванням палива (окрім 1.8-літрового), що називається JTS (Jet Thrust Stoichiometric) та дизелі JTD із безпосереднім впорскуванням палива common rail.
| Двигун        | Об'єм [см³] | Тип двигуна | Потужність [к.с./кВт] при об/хв | Крутний момент [Нм] при об/хв | Розгін 0-100 км/год [с] | Швидкість максимальна [км/год] | Ступінь стиску | Роки виробництва |           |
| Бензинові     | Бензинові   | Бензинові   | Бензинові                       | Бензинові                     | Бензинові               | Бензинові                      | Бензинові      | Бензинові        | Бензинові |
| ------------- | ----------- | ----------- | ------------------------------- | ----------------------------- | ----------------------- | ------------------------------ | -------------- | ---------------- | --------- |
| 1.75 TBi      | 1742        | І4          | 200/5000                        | 320/1400                      | 7,7                     | 235                            | 9.5:1          | 2009–2011        |           |
| 1.8           | 1796        | І4          | 140/6500                        | 175/3800                      | 10,2                    | 208                            | 10.5:1         | 2005–2010        |           |
| 1.9 JTS       | 1859        | І4          | 160/6500                        | 190/4500                      | 9,5                     | 214                            | 11.3:1         | 2005–2010        |           |
| 2.2 JTS       | 2198        | І4          | 185/6500                        | 230/4500                      | 8,9                     | 220                            | 11.3:1         | 2005–2010        |           |
| 3.2 V6 JTS Q4 | 3195        | V6          | 260/6300                        | 322/4500                      | 7,1                     | 250                            | 11.25:1        | 2005–2010        |           |
| Дизельні      |             |             |                                 |                               |                         |                                |                |                  |           |
| 1.9 JTDm 8V   | 1910        | І4          | 120/4000                        | 280/2000                      | 10,7                    | 193                            | 18:1           | 2005–2010        |           |
| 1.9 JTDm 16V  | 1910        | І4          | 150/4000                        | 320/2000                      | 9,2                     | 212                            | 17.5:1         | 2005–2010        |           |
| 2.0 JTDm 16V  | 1956        | І4          | 136/4000                        | 350/1750                      | 10,0                    | 201                            | 16.5:1         | 2010–2011        |           |
| 2.0 JTDm 16V  | 1956        | І4          | 170/4000                        | 360/1750                      | 8,8                     | 218                            | 16.5:1         | 2009–2011        |           |
| 2.4 JTDm      | 2387        | І5          | 200/4000                        | 400/2000                      | 8,3                     | 225                            | 17:1           | 2005–2010        |           |
| 2.4 JTDm      | 2387        | І5          | 210/4000                        | 400/1500                      | 8,1                     | 231                            | 17:1           | 2007–2010        |           |

## Характеристики
| Модель                 | Найвища швидкість (км/год) | Найвища швидкість (км/год) | Прискорення (с/0—100 км/год) | Прискорення (с/0—100 км/год) | Витрата пального(л/100 км) | Витрата пального(л/100 км) |
| ---------------------- | -------------------------- | -------------------------- | ---------------------------- | ---------------------------- | -------------------------- | -------------------------- |
| Модель                 | ручна                      | автоматична                | ручна                        | автоматична                  | ручна                      | автоматична                |
| 1.8                    | 206                        |                            | 10.2                         |                              | 7.7                        |                            |
| 1.9 JTDm 8V            | 191                        |                            | 11.0                         |                              | 5.9                        |                            |
| 1.9 JTDm 16V           | 210                        | 210                        | 9.4                          | 9.4                          | 6.0                        | 7.1                        |
| 1.9 JTS                | 212                        |                            | 9.7                          |                              | 8.7                        |                            |
| 2.2 JTS                | 222                        |                            | 8.8                          |                              | 9.4                        |                            |
| 2.2 JTS Selespeed      | 222                        |                            | 8.8                          |                              | 9.2                        |                            |
| 2.4 JTDm               | 228                        | 224                        | 8.4                          | 8.4                          | 6.8                        | 8.0                        |
| 2.4 JTDm (210 к.с.)    | 230                        |                            | 8.2                          |                              | 6.8                        |                            |
| 2.4 JTDm Q4 (210 к.с.) | 226                        |                            | 8.4                          |                              | 7.5                        |                            |
| 3.2 V6 JTS Q4          | 240                        | 240                        | 7.0                          | 7.2                          | 11.5                       | 12.2                       |

## Безпека
У 2006 році Alfa Romeo 159 отримала 5 зірок за результатними незалежних краш-тесті Euro NCAP. У базовій комплектація автомобіль має 7 подушок безпеки. Додатково можна замовити подушку безпеки для колін.
| Захист дорослого: | 5/5 зірок |
| Захист дитини:    | 4/5 зірок |
| Захист пішохода:  | 1/4 зірки |

## Нагороди
- Auto Bild Design Award 2006[6]
- Design Award in the 2006 Fleet World Honours[7]
- Die Besten Autos 2007 Import category[8]